# Северо-Восточная антияпонская объединённая армия
Северо-Восточная антияпонская объединённая армия (кит. 東北抗日聯軍) — антияпонское партизанское формирование, действовавшее в Маньчжурии (с 1932 года — Маньчжоу-го) после её оккупации Японией в 1931 году.
После японского вторжения в Маньчжурию Коммунистическая партия Китая начала создавать партизанские соединения, путём объединения которых образовалась Северо-Восточная народная революционная армия. Несмотря на общее несогласие партийного руководства, ряд членов партии приняли участие в деятельности различных добровольческих антияпонских военных формирований, воюя против японских войск и сил Маньчжоу-го.
В 1934 году, после разгрома добровольческих антияпонских формирований, из оставшихся коммунистических боевых групп была сформирована Северо-Восточная антияпонская объединённая армия, которую возглавил Чжао Шанчжи. Эти силы продолжили борьбу против японцев. В 1935 году компартия официально сменила политику и стала призывать к организации единого антияпонского фронта, после чего в Армию влились остатки разбитых в прошлые годы партизанских отрядов и группировки корейских повстанцев. Армия была разделена на три армейские группы: 1-ю (командующий — Ян Цзинъюй, действовала в провинции Ляонин), 2-ю (командующий — Чжоу Баочжун, действовала в провинции Гирин) и 3-ю (командующий — Ли Чжаолинь, действовала в провинции Хэйлунцзян), всего в них насчитывалось до 45 тысяч человек. Задачей армий было создание очагов сопротивления и запугивание новой администрации, что серьёзно влияло на стабильность Маньчжоу-го в 1936—1937 годах.
С октября 1936 года по март 1937 года 16-тысячный корпус армии Маньчжоу-го провёл операцию против 1-й армейской группы, уничтожив 2 000 повстанцев и ещё большее число разогнав. После начала в 1937 году полномасштабной войны целью Объединённой армии стало также сковывание японских частей. С ноября 1937 года по март 1939 года 24-тысячный корпус Маньчжоу-го вёл борьбу против 2-й армейской группы в бассейне Амура, Сунгари и Уссури. Во второй половине 1938 года японские войска были сконцентрированы в Фэнтяне, чтобы покончить с самыми опасными партизанами генерала Ян Цзинъюя.
В результате боёв силы борцов с японской агрессией постепенно таяли. 23 февраля 1940 года офицером-предателем был убит Ян Цзинъюй, 12 февраля 1942 года был арестован Чжао Шаньчжи (впоследствии умер в заключении). В этих условиях основные силы партизан в конце 1941 года приняли решение об уходе на территорию СССР.
В СССР партизанская армия была формально преобразована в 88-ю интернациональную бригаду РККА, однако при этом полностью сохранила свою внутреннюю структуру; оставшиеся на территории Маньчжурии силы были полностью уничтожены японцами и их приспешниками. В 1945 году, в ходе советской наступательной операции китайско-корейская армия под командованием Чжоу Баочжуна вернулась на территорию Маньчжурии, где к ней присоединились ряд восставших частей армии Маньчжоу-го. Летом 1946 года, после возобновления Гражданской войны в Китае, на основе 8 армии, Новой 4-армии и Северо-Восточной антияпонской объединённой армии была сформирована Северо-Восточная народно-освободительная армия.